# Hércules II d'Este
Hércules II d'Este (em italiano:  Ercole II d'Este) (1508 — 1559) tornou-se em 1534 duque de Ferrara, duque de Módena e Régio e senhor de Rovigo, sucedendo a seu pai, o anterior duque, Afonso I d'Este (1476-1534) e de sua segunda esposa, Lucrécia Bórgia (1480-1519), filha do cardeal Rodrigo Bórgia, papa como Alexandre VI, e sua concubina Rosa Vannozza dei Cattanei.
Casou em 1527 ou 1528 com a princesa Renata de França (1510 - 1575), condessa depois duquesa de Chartres e de Montargis, filha de Luís XII e de Ana da Bretanha, irmã da Rainha Cláudia de França (1499 - 1524), mulher de Francisco I.
Sua corte em Ferrara foi das mais brilhantes da Renascença. A duquesa Renata era aluna de Jacques Lefèvre d'Étaples, graças parcialmente a sua tia Margarida de Angoulême ou da Navarra, que havia frequentado na França, recebiam em Ferrara nobres e escritores, que a dispuseram para a Reforma: sua governante Michèle de Soubise tentou traduzir os salmos em francês; Clément Marot, que celebrou seu casamento e se tornou seu secretário depois do affaire des Placards ( no verão de 1535) e sobretudo Calvino, que em março de 1536 visitou Ferrara e pregou diante da corte.
Temendo a intervenção do papa, Hércules II expulsou Michèle e Calvino e em 1550 os protestantes. Além disso, apelou a seu sobrinho, Henrique II, que lhe enviou o chefe da Inquisição na França, Ory. Este em 1554 obteve a condenação e a detenção da duquesa Renata, que renunciou a receber os sacramentos da Igreja. Os amigos da duquesa foram expulsos. Liberada pouco depois, a duquesa reatou com os protestantes e se corresponde com Calvino. Morto Hércules, ao qual jurara renunciar à heresia, Renata voltou para a França para escapar da hostilidade do filho, o novo duque Afonso II d´Este, em 1560. Retirada em Montargis, liberada por Calvino de sua jura, apoiava abertamente o partido protestante nas guerras de Religião.
Tiveram cinco filhos:
1. Ana (1531-1607). Duquesa de Montargis, condessa de Gisors. Quase foi Rainha da Polônia mas acabou casada com Francisco, Duque de Guise e depois com Jaime, Duque Nemours;
2. Afonso II (1533-1597), que sucedeu ao pai, em 1559, como duque de Ferrara, Módena e Régio e senhor de Rovigo;
3. Lucrécia (1535-1598), casada em 1570 (divorciados em 1576) com Francisco Maria II Della Rovere (morto em 1631) duque de Urbino;
4. Leonor (1537-1581);
5. Luís (1538-1586), Bispo de Ferrara, depois Cardeal e Arcebispo de Auch.